# Partido Liberal Humanista
Partido Liberal Humanista foi uma sigla partidária brasileira que disputou as eleições de 1990 somente no estado de São Paulo e no Distrito Federal.
No pleito, o partido lançou Sônia Maria Goulart Ishikawa como candidato ao governo estadual, e Lúcia Rienzo Varela disputou o Senado. Nenhuma delas obteve votação expressiva. 
Ainda em 1990, obteve a filiação do líder indígena Mário Juruna, que tentou voltar à Câmara dos Deputados representando o Distrito Federal, e também não obteve êxito.
Utilizava o número 69, e foi extinto em seguida.